# سولیترومایسین
سولیترومایسین(به انگلیسی: Solithromycin) (با نام تجاری Solithera) یک آنتی‌بیوتیک کتولیدی است که در حال بررسی و توسعه بالینی برای درمان ذات الریه  و عفونت های دیگر می باشد.